# 市立三次中央病院
市立三次中央病院（しりつみよしちゅうおうびょういん）は、広島県三次市に所在する市区町村立病院である。地域医療支援病院、へき地医療拠点病院、広島県災害拠点病院等に指定されている。

## 診療科
- 内科
- 消化器内科
- 循環器内科
- 呼吸器内科
- 糖尿病・代謝内分泌内科
- 腎臓内科
- 小児科
- 外科
- 整形外科
- 脳神経外科
- 産婦人科
- 皮膚科
- 泌尿器科
- 耳鼻咽喉科
- 眼科
- 歯科口腔外科
- 放射線治療科
- 放射線診断科
- 麻酔科
- 緩和ケア内科
- リハビリテーション科
- リウマチ・膠原病科
- 血液内科
- 救急科

## 医療機関の指定・認定
（下表の出典）
| 保険医療機関                                             | 原子爆弾被害者一般疾病医療機関           |
| 労災保険指定医療機関                                     | 母体保護法指定医の配置されている医療機関 |
| 指定自立支援医療機関（更生医療）                         | 地域医療支援病院                         |
| 指定自立支援医療機関（育成医療）                         | 災害拠点病院                             |
| 指定自立支援医療機関（精神通院医療）                     | へき地医療拠点病院                       |
| 身体障害者福祉法指定医の配置されている医療機関           | 小児救急医療拠点病院                     |
| 生活保護法指定医療機関                                   | 臨床研修病院                             |
| 結核指定医療機関                                         | がん診療連携拠点病院（国指定）           |
| 指定養育医療機関                                         | 特定疾患治療研究事業委託医療機関         |
| 指定小児慢性特定疾病医療機関                             | 在宅療養後方支援病院                     |
| 難病の患者に対する医療等に関する法律に基づく指定医療機関 | DPC対象病院                              |
| 原子爆弾被害者指定医療機関                               | 地域周産期母子医療センター               |

- 救急告示病院（二次救急）[3]
- このほか、各種法令による指定・認定病院であるとともに、各学会の認定施設でもある。

## 交通アクセス
- JR芸備線「三次駅」より備北交通・中国バスにて約10分[4]